# Algoma—Manitoulin—Kapuskasing
Pour les articles homonymes, voir Algoma.
Circonscription électorale provinciale du Canada
Algoma—Manitoulin—Kapuskasing est une ancienne circonscription électorale fédérale et provinciale canadienne dans la province de l'Ontario. Elle est représentée à la Chambre des communes du Canada depuis 2004 et élit son premier député provincial lors de l'élection générale ontarienne de 2007.
Le secteur était précédemment par la circonscription d'Algoma de 1867 à 1904 et de 1968 à 1996, ainsi que par Algoma—Manitoulin de 1996 à 2004.
Sa population est de 82 340 personnes, dont 60 311 électeurs sur une superficie de 103 264 km². Les circonscriptions adjacentes sont Nickel Belt, Sault Ste. Marie, Sudbury, Thunder Bay—Superior-Nord et Timmins—Baie James.
Sa députée fédérale est la néo-démocrate Carol Hughes depuis 2008 et le député provincial d'Algoma—Manitoulin est le néo-démocrate Michael Mantha depuis 2011.

## Historique
La circonscription d'Algoma—Manitoulin—Kapuskasing a été créée en 2004 à partir des circonscriptions d'Algoma—Manitoulin et de Timmins—Baie James.
À la suite du découpage de la carte électorale de 2022, la circonscription est redistribuée dans Kapuskasing–Timmins–Mushkegowuk, Sault Ste. Marie–Algoma, Sudbury-Est–Manitoulin–Nickel Belt et Thunder Bay—Supérieur-Nord.

## Députés
| Législature | Années    | Député          | Parti | Parti         |
| --- | --------- | --------------- | ----- | ------------- |
| Algoma—Manitoulin |           |                 |       |               |
| 36e | 1997–2000 | Brent St. Denis |       | Libéral       |
| 37e | 2000–2004 | Brent St. Denis |       | Libéral       |
| Algoma—Manitoulin—Kapuskasing |           |                 |       |               |
| 38e | 2004–2006 | Brent St. Denis |       | Libéral       |
| 39e | 2006–2008 | Brent St. Denis |       | Libéral       |
| 40e | 2008–2011 | Carol Hughes    |       | Néo-démocrate |
| 41e | 2011–2015 | Carol Hughes    |       | Néo-démocrate |
| 42e | 2015–2019 | Carol Hughes    |       | Néo-démocrate |
| 43e | 2019–2021 | Carol Hughes    |       | Néo-démocrate |
| 44e | 2021–2025 | Carol Hughes    |       | Néo-démocrate |
| dissoute dans Kapuskasing–Timmins–Mushkegowuk, Sault Ste. Marie–Algoma, Sudbury-Est–Manitoulin–Nickel Belt et Thunder Bay—Supérieur-Nord |           |                 |       |               |